# Procentní dohoda

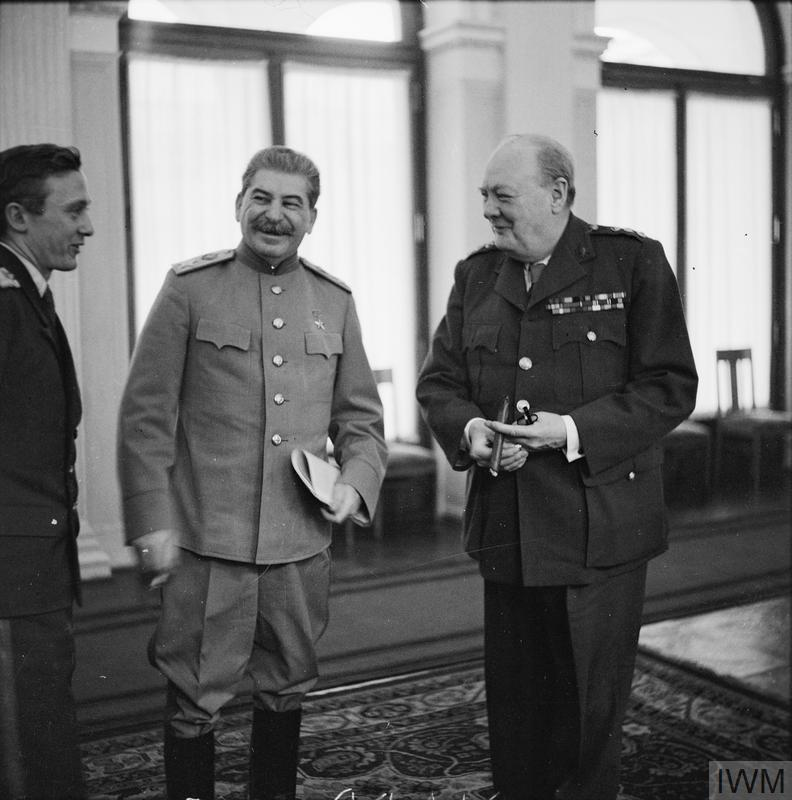
Stalin a Churchill, 1945

Procentní dohoda byla tajná neformální dohoda mezi britským premiérem Winstonem Churchillem a sovětským vůdcem Josifem Stalinem během Čtvrté moskevské konference v říjnu 1944. Dohoda určila procentuální rozdělení kontroly nad východoevropskými zeměmi, čímž rozdělila tyto oblasti do sfér vlivu. Je také známá jako „naughty document“ (česky: zlobivý dokument), což je přezdívka, kterou si vymyslel sám Churchill kvůli obavám, že by americká reakce na jakoukoli dohodu s tak silnými imperialistickými podtóny mohla být negativní, přičemž ve skutečnosti byl americký prezident Franklin Roosevelt o dohodě konzultován jen velmi opatrně a nakonec ji přijal. Obsah dohody byl poprvé zveřejněn Churchillem v roce 1953 v posledním svazku jeho pamětí. Americký velvyslanec Averell Harriman, který měl zastupovat Roosevelta na těchto jednáních, byl z této diskuse vyloučen.

## Vznik
Dohoda vznikla v průběhu čtvrté moskevské konference v říjnu roku 1944. Autorem návrhu vyjadřujícího sféry vlivu v procentech byl Churchill. V průběhu konference na kus papíru napsal svou představu a následně podal papír Stalinovi. Po chvíli Stalin udělal na papíru velkou fajfku (✓) na znamení souhlasu a vrátil jej. Dohoda byla ještě následně upravena.

## Obsah

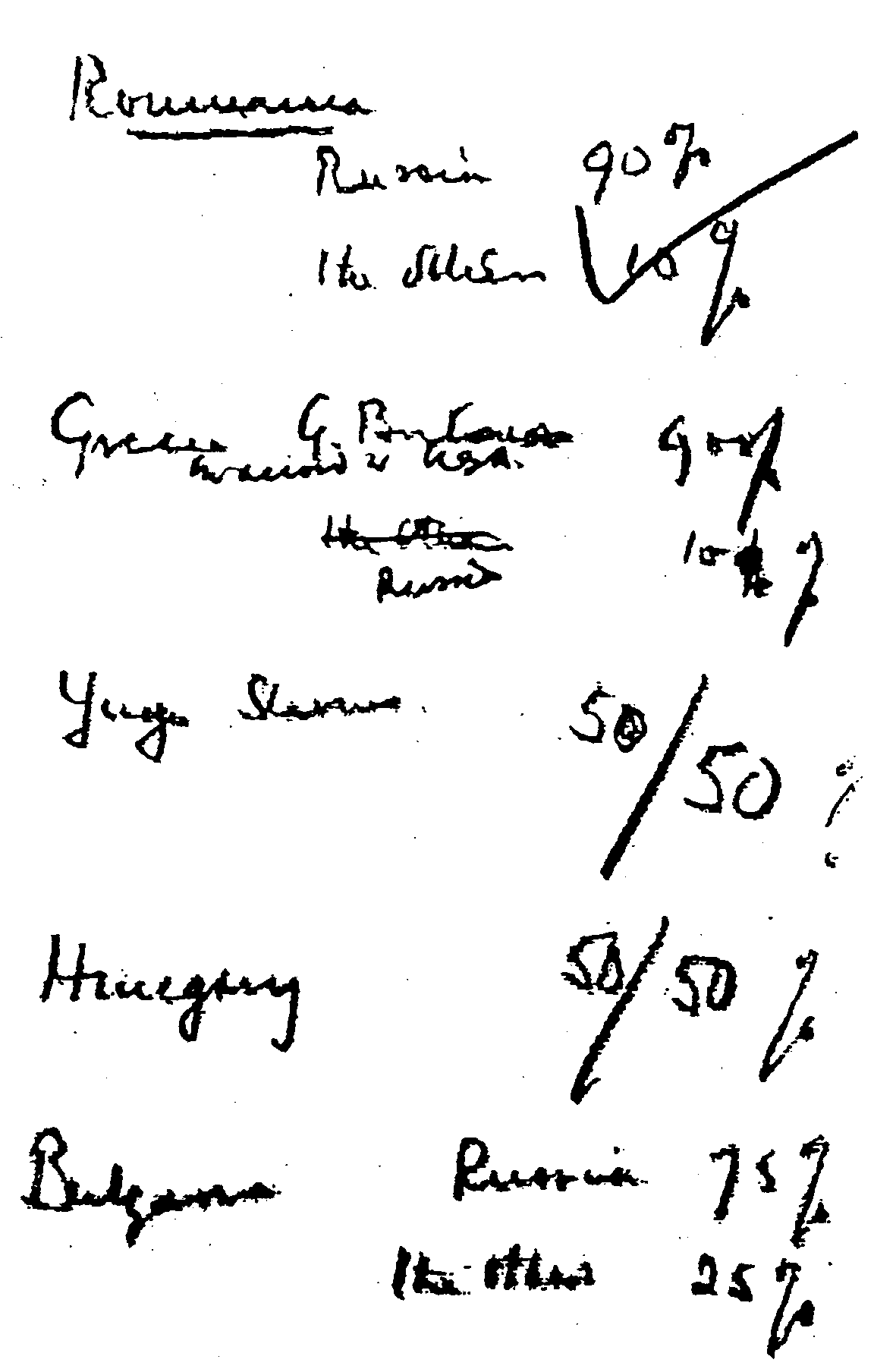
Originál dohody

| Země       | SSSR               | Západ             |
| ---------- | ------------------ | ----------------- |
| Rumunsko   | 100% (původně 90%) | 0% (původně 10%)  |
| Řecko      | 10%                | 90%               |
| Jugoslávie | 50%                | 50%               |
| Maďarsko   | 80% (původně 50%)  | 20% (původně 50%) |
| Bulharsko  | 80% (původně 75%)  | 20% (původně 25%) |